# Listă de fluvii din Asia
Aceasta este o listă de fluvii din Asia. A se vedea fiecare articol pentru afluenții lor, zonele de drenaj etc.

### Fluvii dinAfghanistan
Amu Daria (Amudaria) (Oxus) - Omu- Helmand - Hari Rud - Murgab - Khash Rud - Farah Rud - Balkhab - Surkhab- Panjshir, Kunar

### Fluvii dinArmenia
Arax - Achurian - Vorotan - Debed - Arpa - Hrasdan

### Fluvii dinAzerbaidjan
Kura - Arax

### Fluvii dinBangladesh
Gange - Jamuna - Meghna - Padma - Tista

### Fluvii dinBhutan
Bumthang - Drangme -  Kuru (Fluss) - Mangde - Raidak - Sankosh - Torsa - Wang

### Fluvii dinBrunei
Belait - Tutong - Temburong

### Fluvii dinChina
Huang He - Yangtze - Amur - Xi Jiang - Mekong - Salween - Songhua Jiang - Brahmaputra - Huai- Han, Luan, Daling, Hun, Liao, Dagu

### Fluvii dinIndia

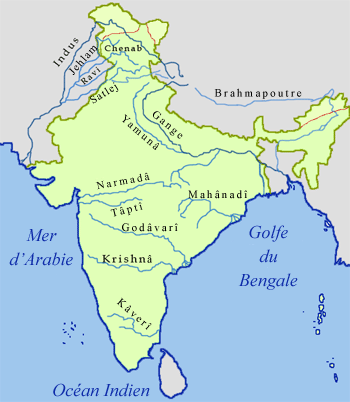
Marile fluvii ale Indiei

Adyar (Tamil Nadu) - Alaknanda - Aliyar -Amaravati - Ambankadavu - Arkavathy - Assan - Atreyee - Baitarani - Baleshwar - Banas - Barak - Beas - Bener - Betwa - Bhadra - Bhagirathi - Bhavani - Bhima - Bharathapuzha - Brahmani - Brahmaputra - Budhi Gandak - Chakra - Chautang - Chambal - Chanab - Cooum - Dahisar - Daman Ganga - Damodar - Dhasan - Falgu - Gambhir - Gandak - Gange - Ghaggar-Hakra - Ghaghara - Ghataprabha - Girna - Godavari - Gomti - Gori - Haora - Hemavati - Hooghly - Indus - Indravati - Jaldhaka - Jamuna - Jhelam - Kabini - Kali - Kali Sindh - Kalindi - Karnaphuli - Kaveri - Kedaka - Kodoor - Kollidam - Koyna - Krishna - Kubja - Kwari - Lachen - Lachung - Lakshmana Tirtha - Lohit - Luni - Mahanadi - Mahakali - Mahanadi - Mahananda - Mahi - Malaprabha - Mandovi - Mangalam - Mithi - Mula - Musi - Mutha - Muvattupuzha - Narmada - Nethravathi - Oshiwara - Pahuj - Palar -  Pallichelaru - Pampa - Panchagangavalli - Pandiyar - Panzara - Parbati (Himachal Pradesh) - Parbati (Madhya Pradesh) - Penna - Penner (Karnataka/Andhra Pradesh) - Ponnaiyar - Priyar - Punnapuzha - Purna - Rangeet - Rangpo - Rangpo chu - Ranikhola - Ravi - Rend - Rihand- Vrishabhavathi - Rupnarayan - Sabarmati - Sankosh - Sarasvati - Sarayu - Satluj (Himachal Pradesh/Punjab) - Sawrtui - Sharavathi - Shipra - Sindh - Son - Souparnika - Subarnarekha - Sumli - Tamaraparani - Tansa - Tapti - Tawa - Tawi - Tista - Thamirabarani - Thuppanadippuzha - Tirap - Tons - Tunga - Tungabhadra - Ulhas - Uppar - Vaan - Vadapurampuzha - Vaigai - Vandazhippuzha - Varahi - Varattar -Vashishti - Vasishta Nadi - Vedavathi -  Vishwamitri - Wainganga - Walayar - Wardha - Yamunotri - Zuari

### Fluvii dinIrak
Tigru - Eufrat - Chatt el Arab

### Fluvii dinKazahstan
Ișim - Tobol - Ural

### Fluvii dinLaos
Mekong

### Fluvii dinLiban
Litani (râu, Liban) - Oronte

### Fluvii dinMyanmar
Irrawaddy - Saluen

### Fluvii dinPakistan
Indus - Jehlam - Chanab - Ravi - Satluj

### Fluvii dinFilipine
Agno, Agusan, Cagayan, Mindanao, Pampanga, Pasig, Umiray, Tago, Cateel, Caraga, Casauman, Sumlog, Libuganon, Saug, Padada, Buayan, Siguel, Tran Grande, Sindangan, Bayawan, Maganuy, Buluan, Jalaud, Ulut, Oras, Binalbagan, Pambuhan

### Fluvii dinRusia(partea asiatică)
Aldan - Amur - Angara - Angrapa - Enisei - Indigirka - Irtîș - Kama - Katun - Krasnaia - Kolyma - Lena -  - Newa - Obi - Oka - Taimâr - Tobol - Ural - Usuri

### Fluvii dinSiria
Oronte - Eufrat - Chabur

### Fluvii dinThailanda
Bung - Chao Phraya - Chi - Chonlaprathan - Chumphon - Huai Mae Prachan - Huai Roeng - Mae Klong - Kwai - Lam Chakkarat - Lam Nam Chi - Lam Phun - Lam Takhon - Lang Suan - Li - Mekong - Mun - Nakhon Nayok - Nan - Naraphirom -  Phadung Krung Kasem - Pak Phanang - Pasak - Phang Rat - Phetchaburi - Phum Duang - Ping - Prachinburi - Pranburi - Salween - Sin Phun - Ta Lang - Tapi - Tha Thon - Trang - Trom -  Tun - Vat - Wang - Wong - Wong Thanot - Yom

### Fluvii dinTurcia(partea asiatică)
Ceyhan - Çoruh - Eufrat (Fırat) - Gediz - Göksu - Granicos - Kızılırmak - Menderes- Murat - Nahr al-Asi (Asi Nehri) - Sakarya - Seyhan - Tigru (Dicle) - Tungea (Tunca)

### Fluvii dinUzbekistan
Amu Daria (Amudaria) (Oxus) - Sir Daria